# Lessebo kyrka
Lessebo kyrka en kyrkobyggnad i Lessebo i Växjö stift. Den är församlingskyrka i Lessebo församling.

## Kyrkobyggnaden
Redan under 1800-talet fanns det en gudstjänstlokal i Lessebo. Eftersom denna lokal, vilken även användes som skola, så småningom blev alltför bristfällig byggdes ett brukskapell som invigdes 1868. Detta blev under mitten av 1950-talet alltför otillräckligt för det växande församlingsarbetet. En ny kyrka ansågs nödvändig att uppföra.
1938 bildades den första kyrkobyggnadskommittén. En byggnadsfond grundades. Många frivilliga bidrag strömmade in under åren. 1956 hölls en folkomröstning angående den nya kyrkans utseende. Den allmänna meningen som gavs till känna på detta sätt var att kyrka skulle ha ett traditionellt utseende med ett fast torn. Arkitekt Bent Jörgen Jörgensen fick i uppdrag att utifrån församlingens önskan angående kyrkans grundläggande utseende utarbeta ritningsförslag till den nya kyrkobyggnaden. Det blev en kyrka i modernistisk men ändå traditionell stil. Den 14 november 1958 togs det första spadtaget. Pingtafton den 4 maj 1960 invigdes kyrkan av biskop Elis Malmeström.
Kyrkan som är uppförd i handslaget tegel består av långhus med kor i öster och kyrktorn i väster. Norr om koret finns en korsarm där församlingshemmet är inrymt. Kyrkans murade väggar är vitputsade invändigt såväl som utvändigt. Tornet är försett med  tornur och en hög spira krönt av en kyrktupp. I tornets klockvåning hänger tre klockor skänkta av Lessebo bruk. 
2022 kulturminnesförklarades kyrkan av Länsstyrelsen i Kronobergs län. Kyrkan blev den tredje sentida kyrkan i länet att få skydd enligt kulturmiljölagen.

## Interiör
Interiören med sitt flacka sadeltak är sparsamt utformad. Korväggen är mönstermurad. Ovanför det murade altaret hänger ett stort kors i furu utformat av kyrkans arkitekt. Sju höga smidda ljusstakar flankerar altaret. Predikstolen och knäfallen som även dessa är ritade av arkitekt Jörgensen är i likhet med den öppna bänkinredningen utförda i obehandlad furu. Vid södra sidan mitt emot korsarmen flödar ljuset in i kyrkorummet genom de höga fönstren och omsluter den rundformade dopfunten. Vid norra långväggen strålar ett färgsprakande fönster signerat konstnär Erik Höglund, Boda. Mitt emot på södra sidan finns en bonad i milda färger av textilkonstnären Liselotte Jörgensdotter, som även komponerat kormattorna. Processionskrucifixet är utfört av konstnären Eva Spångberg och korväggens Mariaikon av Barbro Fedrum.

## Orgel

### Läktarorgel
- 1960 flyttades en orgel från Lessebobruks kapell till kyrkan. Den var byggd 1945 av Olof Hammarberg, Göteborg och hade fem stämmor. Orgeln såldes 1963 till Fredriksdals kyrka, Barkeryd.
- Nuvarande orgel med 21 stämmor invigdes 1963 och är byggd av Frederiksborg Orgelbyggeri. Orgeln är helmekanisk med orgelhus i obehandlad furu.

| Ryggpositiv (I) | Bröstverk (II)    | Pedal            | Koppel |
| Rørfløjt 8′     | Gedackt 8′        | Subbas 16′       | Rp/P   |
| Quintatøn 8′    | Rørfløjt 4′       | Oktav 8′         | Bv/P   |
| Principal 4′    | Kvint 2 ⅔′        | Gedacktpommer 4′ | Bv/Rp  |
| Gedacktfløjt 4′ | Principal 2′      | Nachthorn 2′     |        |
| Blockfløjt 2′   | Ters 1 ⅗′         | Fagott 16′       |        |
| Kvinta 1 ⅓′     | Siffløjt 1′       |                  |        |
| Mixtur 5 chor   | Cymbel 2 chor     |                  |        |
| Rankett 16′     | Regal 8′          |                  |        |
|                 | Crescendosvällare |                  |        |

### Kororgel
- Kororgeln byggdes 1983 av Nels Munck Mogensen, Hovmantorp. Orgeln är helmekanisk.

| Manual            | Pedal      | Koppel      |
| Gedackt 8’        | Subbas 16’ | Pedalkoppel |
| Rörflöjt 4’       | Gedackt 8’ |             |
| Svegel 2’         |            |             |
| Kvinta 1 ⅓’       |            |             |
| Sifflöjt 1’       |            |             |
| Crescendosvällare |            |             |

## Bildgalleri

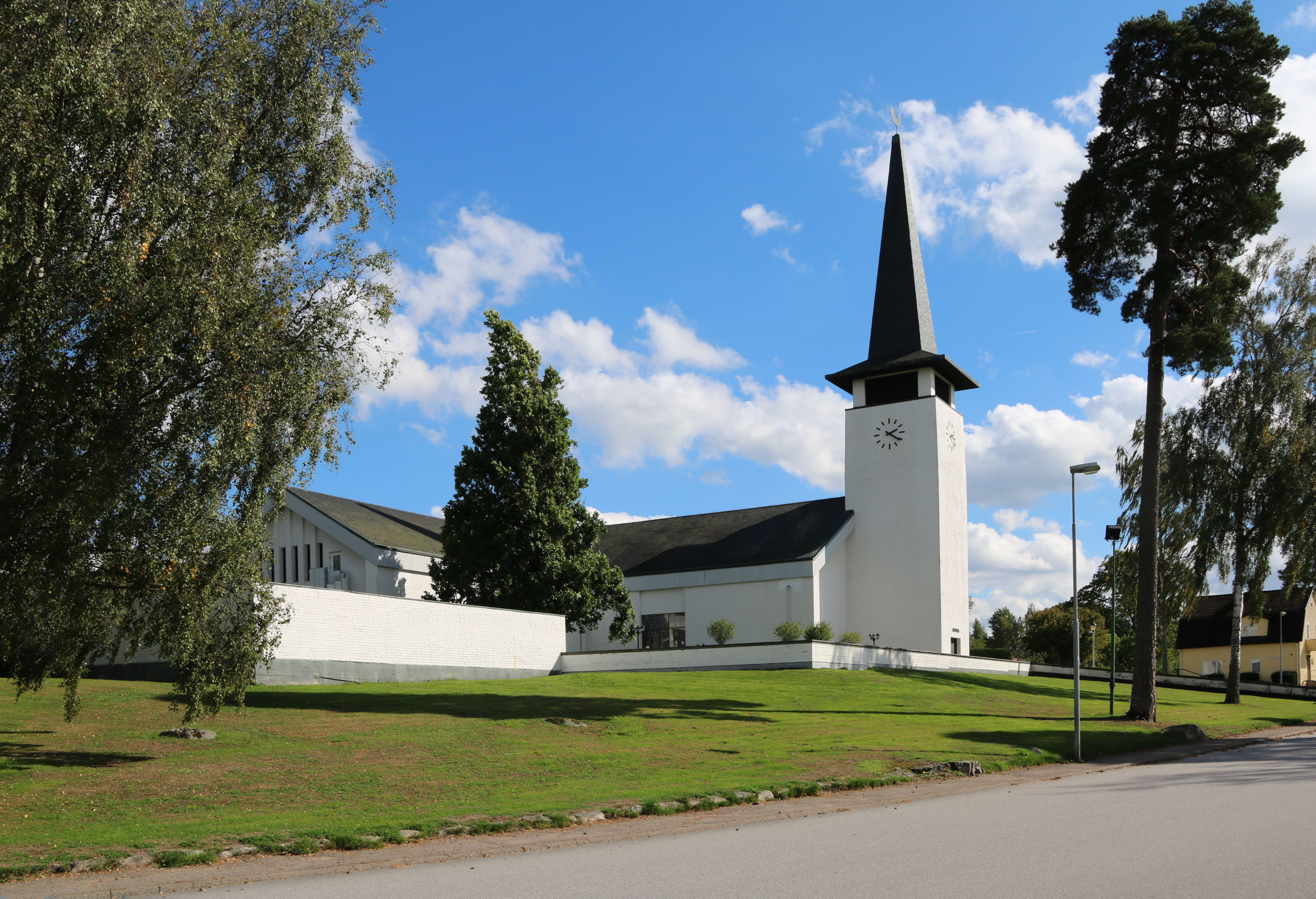
Kyrkan från nordväst
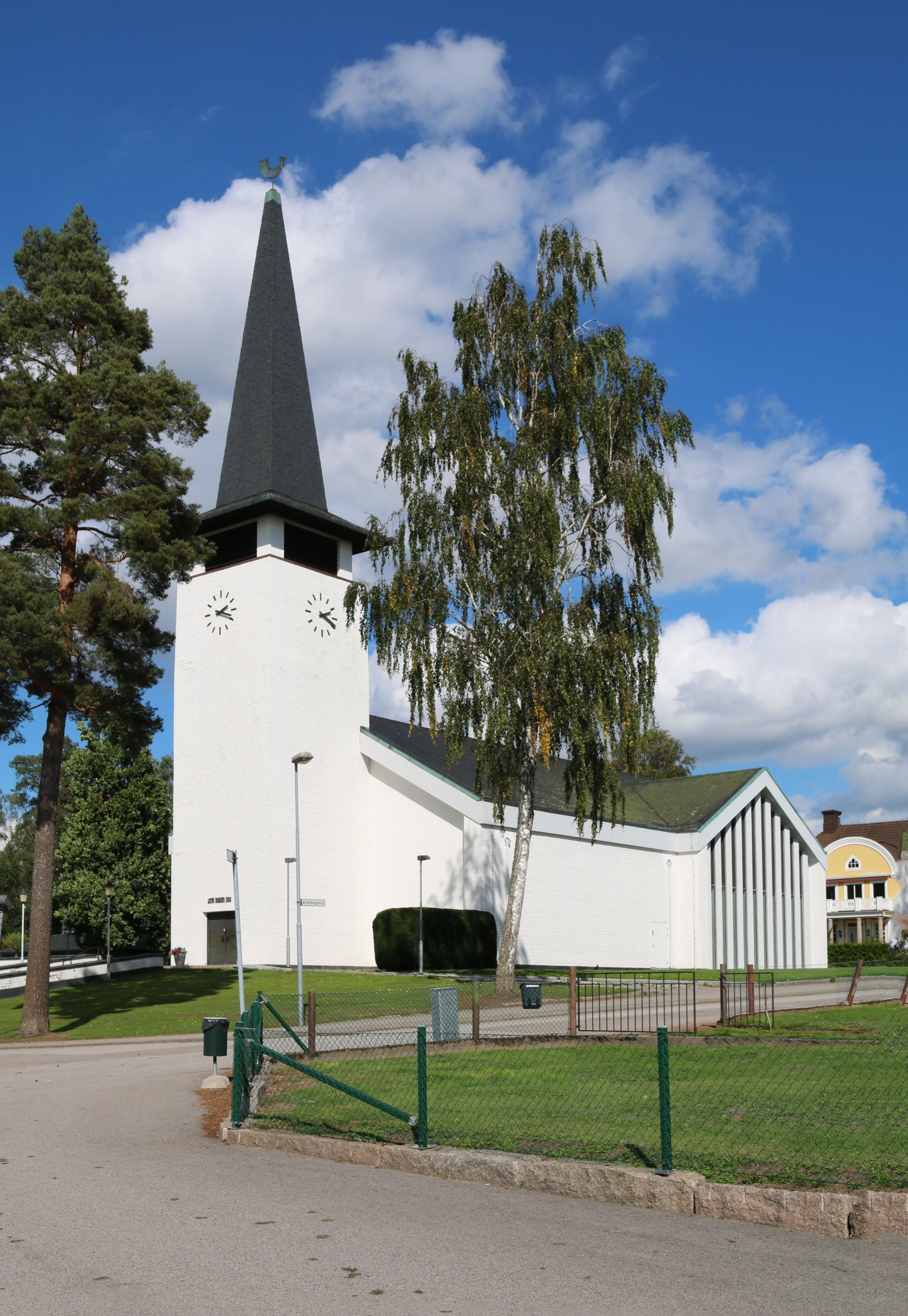
Exteriör från sydväst
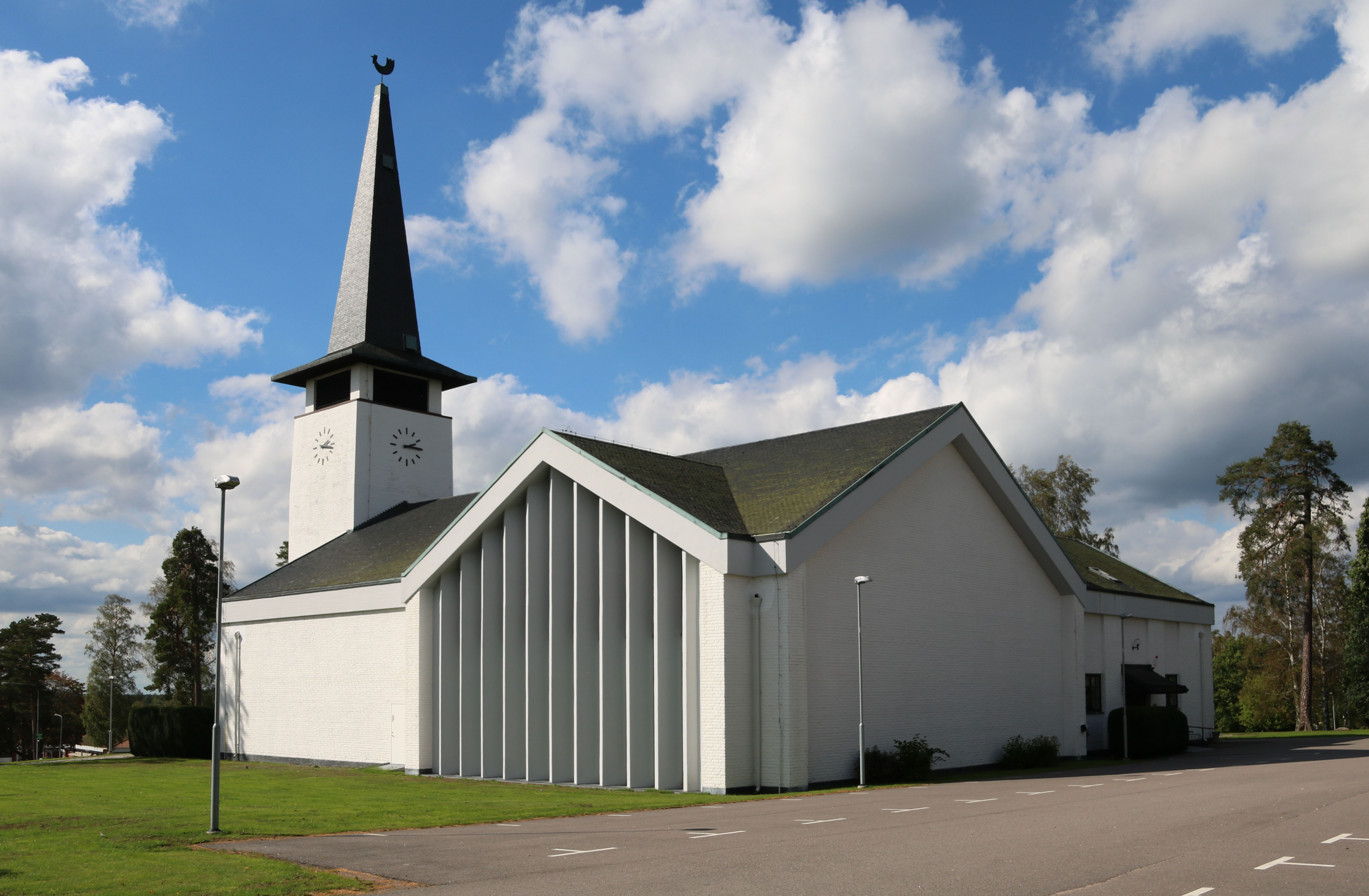
Exteriör från sydöst
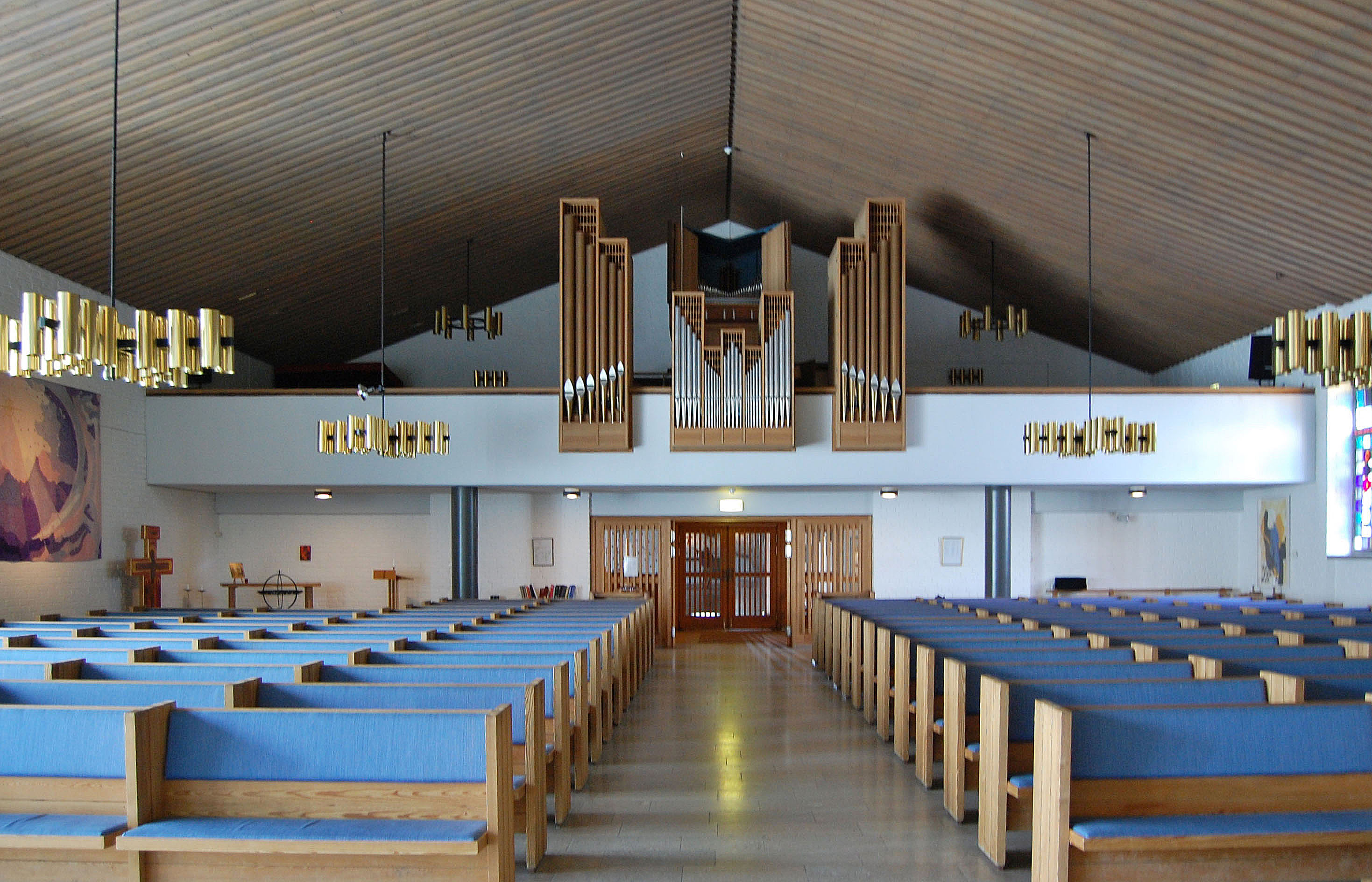
Kyrkorummet med orgelläktaren
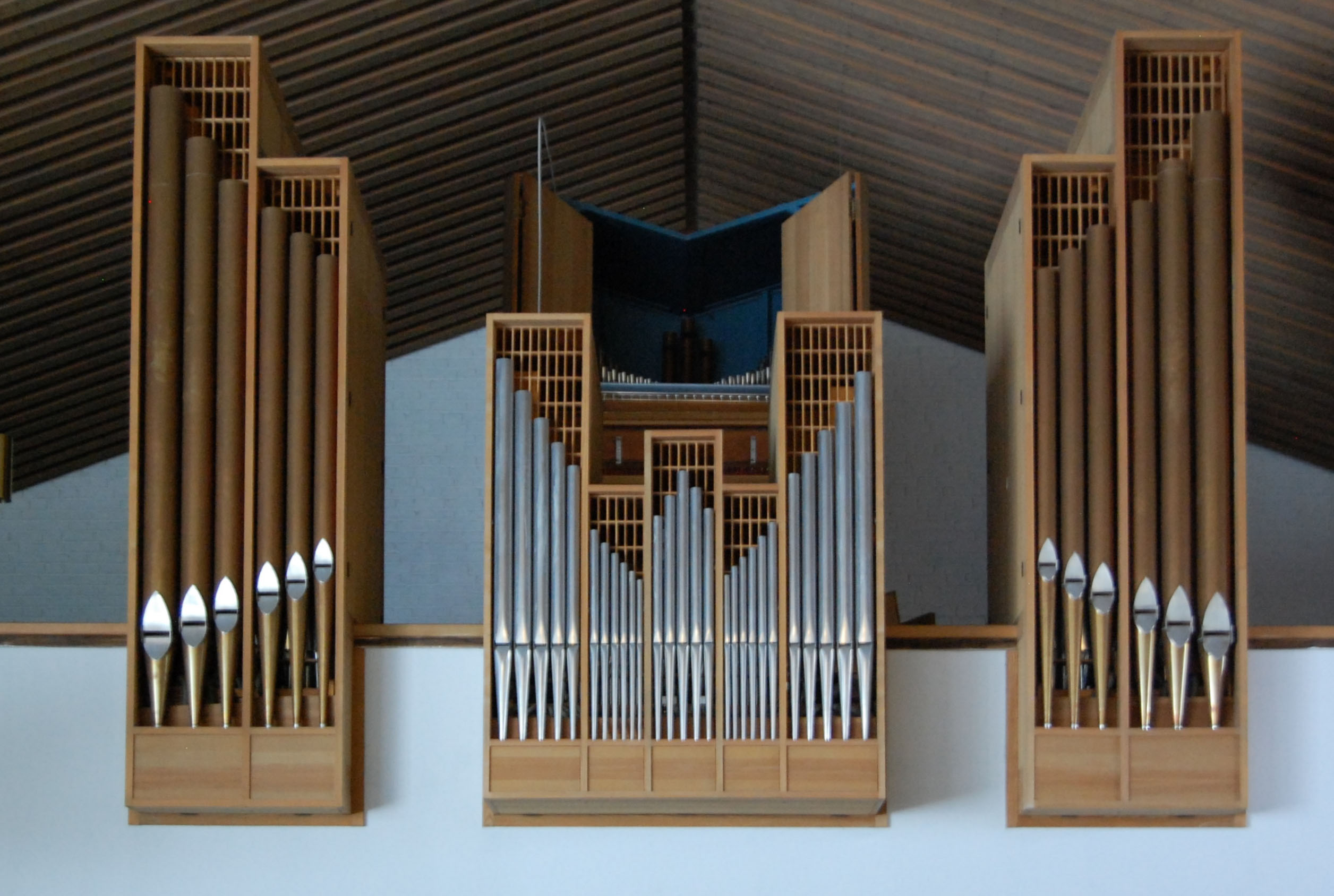
Orgeln
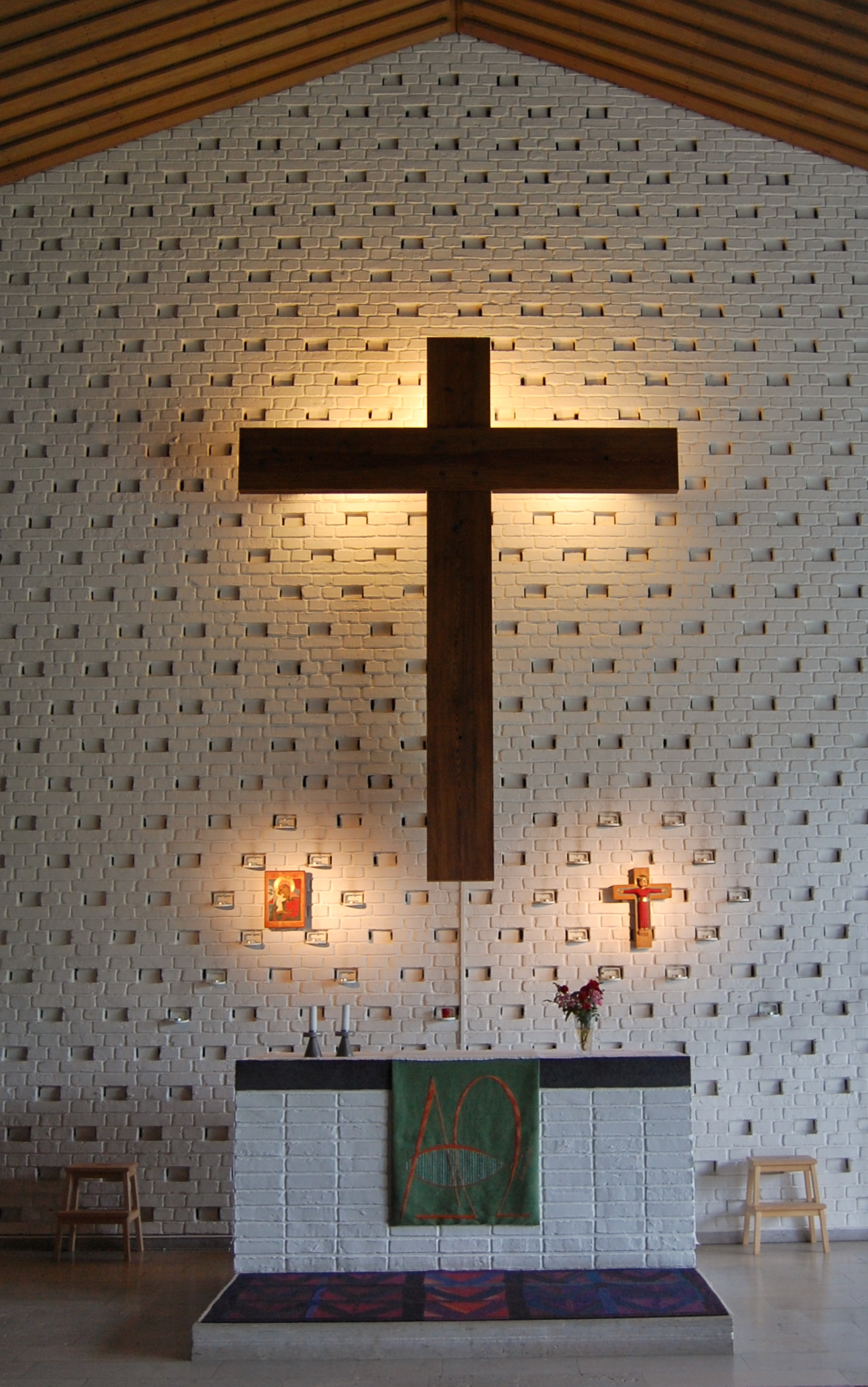
Altaret och korväggens kors
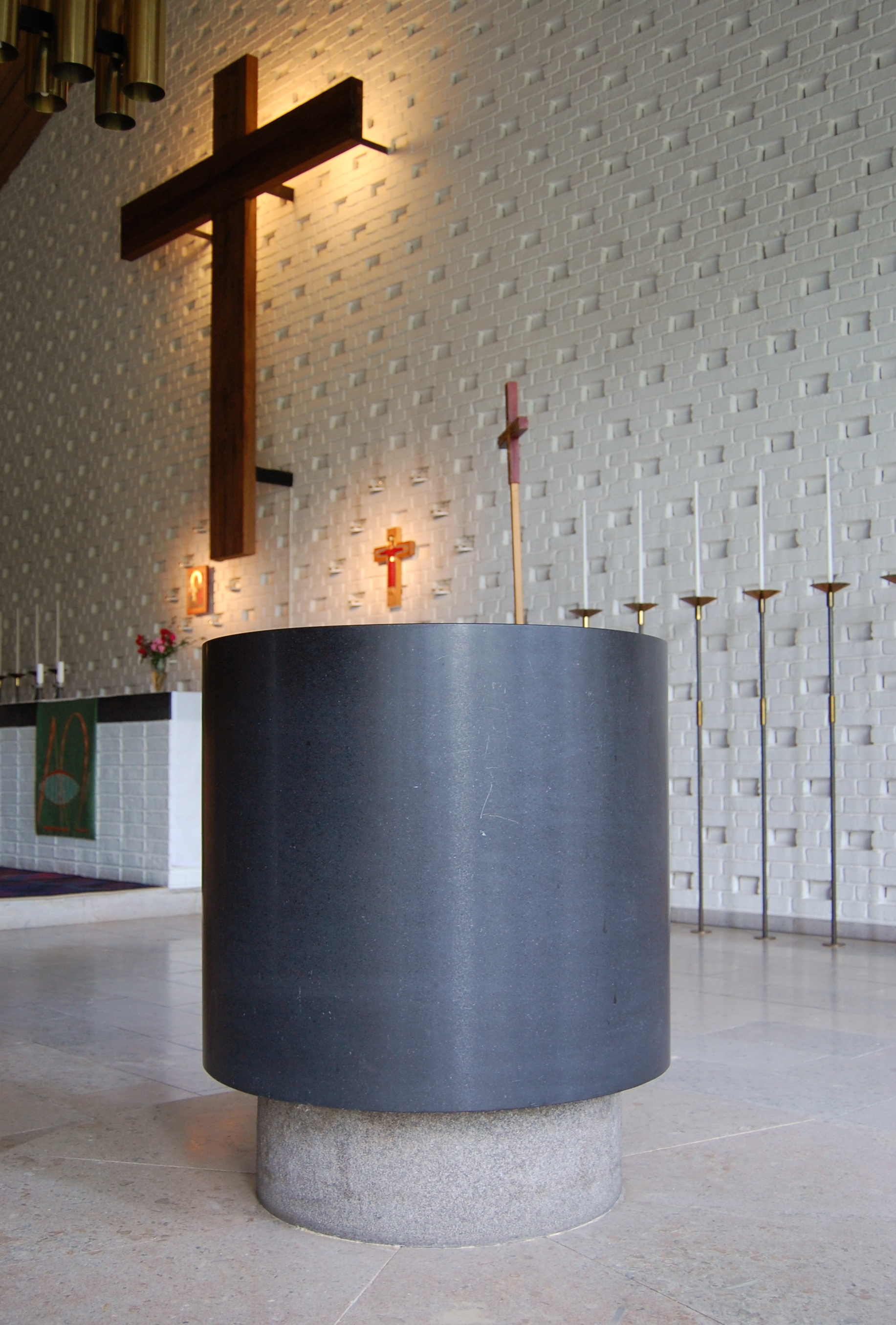
Dopfunten
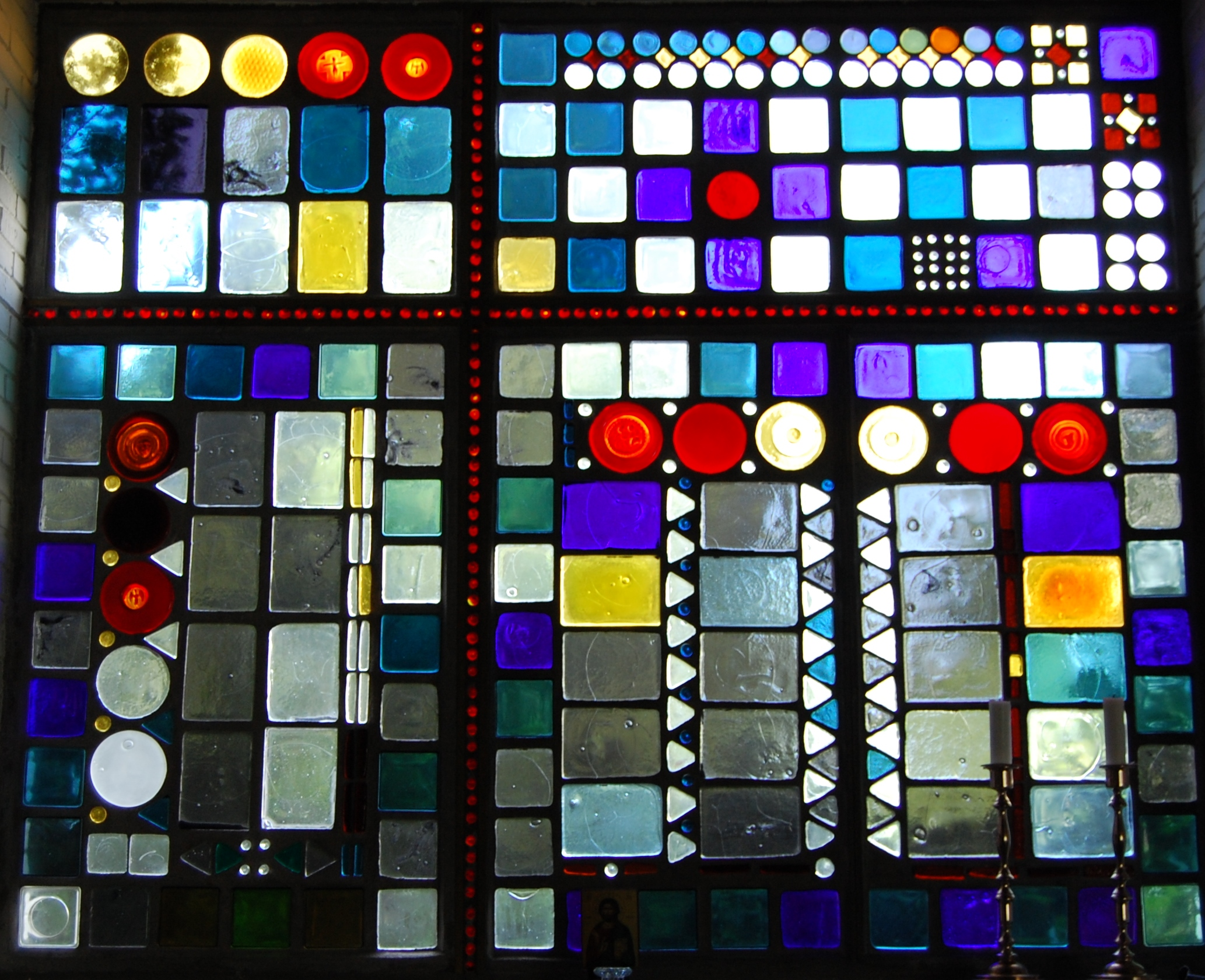
Glasfönster av Erik Höglund,Boda
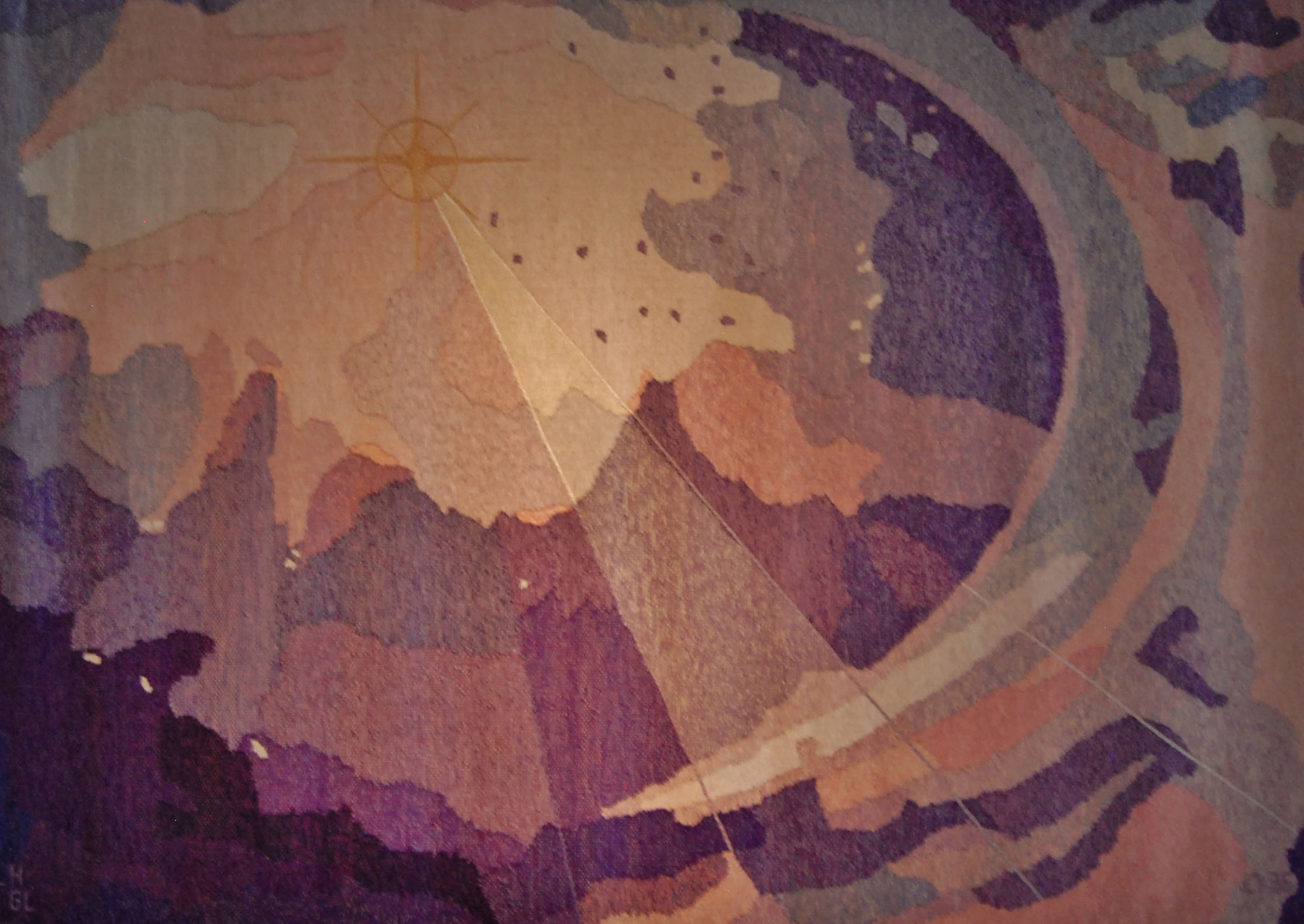
Bonad av Liselotte Jörgensdotter